# Liste der Naturdenkmale in Hünfeld
Die Liste der Naturdenkmale in Hünfeld nennt die im Gebiet der Stadt Hünfeld im Landkreis Fulda in Hessen gelegenen Naturdenkmale.
| Bild            | Bezeichnung                            | Ortsteil, Lage                               | Beschreibung                                 | Art       | Nr.      |
| --------------- | -------------------------------------- | -------------------------------------------- | -------------------------------------------- | --------- | -------- |
| BW              | Hainbuche in Weiers                    | Hünfeld 50° 41′ 34,4″ N, 9° 46′ 41,4″ O      |                                              | Hainbuche | 6.31.522 |
| BW              | Eiche an der ehem. Ziegelei            | Hünfeld 50° 40′ 34,7″ N, 9° 44′ 40,2″ O      |                                              | Eiche     | 6.31.523 |
| Fotos hochladen | Baumbestand vor der Wasserburg (3 St.) | Mackenzell 50° 39′ 20,6″ N, 9° 47′ 13,8″ O   | siehe Eiche bei Mackenzell (einer der Bäume) |           | 6.31.524 |
| Fotos hochladen | Eiche am Schindanger                   | Mackenzell 50° 39′ 3,4″ N, 9° 47′ 59,3″ O    |                                              | Eiche     | 6.31.525 |
| BW              | Linde an der Steinrinne                | Mackenzell 50° 38′ 48,3″ N, 9° 47′ 45,9″ O   |                                              | Linde     | 6.31.526 |
| BW              | 6 Linden bei der Mariensäule           | Mackenzell 50° 39′ 12,7″ N, 9° 47′ 23,9″ O   |                                              | Linde     | 6.31.527 |
| BW              | 2 Linden am Feldkreuz                  | Mackenzell 50° 39′ 44,6″ N, 9° 46′ 59,4″ O   |                                              | Linde     | 6.31.528 |
| BW              | 4 Linden am Webich                     | Molzbach 50° 40′ 4,2″ N, 9° 48′ 12,1″ O      |                                              | Linde     | 6.31.529 |
| BW              | 2 Linden am Weinberg                   | Molzbach 50° 40′ 29,2″ N, 9° 47′ 57,7″ O     |                                              | Linde     | 6.31.530 |
| BW              | Schalleiche                            | Molzbach 50° 40′ 17,8″ N, 9° 48′ 58,6″ O     |                                              | Eiche     | 6.31.531 |
| BW              | Linde am Feldkreuz am Haardtweg        | Molzbach 50° 39′ 45,9″ N, 9° 47′ 47,8″ O     |                                              | Linde     | 6.31.532 |
| BW              | Eiche                                  | Oberfeld 50° 39′ 7,7″ N, 9° 41′ 47,8″ O      |                                              | Eiche     | 6.31.534 |
| BW              | Lindengruppe beim Kaltenhof            | Nüst 50° 38′ 57,8″ N, 9° 45′ 55″ O           |                                              | Linde     | 6.31.535 |
| BW              | 1 Eiche und 2 in der Knaufliede        | Nüst 50° 38′ 57,9″ N, 9° 45′ 31,1″ O         |                                              |           | 6.31.536 |
| BW              | 4 Linden am Feldkreuz                  | Roßbach 50° 39′ 34,2″ N, 9° 46′ 59,8″ O      |                                              | Linde     | 6.31.538 |
| BW              | Eiche an der Bürgerliede               | Rudolphshan 50° 39′ 44,1″ N, 9° 42′ 27″ O    |                                              | Eiche     | 6.31.540 |
| BW              | Linde bei der Gastwirtschaft           | Rückers 50° 38′ 40,7″ N, 9° 44′ 46,6″ O      |                                              | Linde     | 6.31.541 |
| BW              | Linde beim Feldkreuz                   | Sargenzell 50° 40′ 0,3″ N, 9° 44′ 50,9″ O    |                                              | Linde     | 6.31.544 |
| BW              | Linden am Kreuz an der Pfordtgasse     | Michelsrombach 50° 39′ 43,3″ N, 9° 39′ 14″ O |                                              | Linde     | 6.31.545 |

## Belege
1. ↑  
Naturdenkmalliste. (pdf; 866 kB) Anhang zu TOP II.22 der Kreistagssitzung am 07.06.2010. Naturdenkmale im Landkreis Fulda. Der Kreisausschuss Landkreis Fulda, 26. Mai 2010, abgerufen am 24. Januar 2016.

- Karte mit allen Koordinaten:
- OSM |
- WikiMap